# Alard Basson
Pour les articles homonymes, voir Basson (homonymie).
Alard Dominic Basson, né le 16 février 1996 à Uitenhage, est un nageur sud-africain.

## Carrière
Alard Basson remporte aux Jeux africains de la jeunesse de 2014 à Gaborone trois médailles d'or, sur 100 mètres brasse ainsi que sur 50 et 100 mètres papillon, la médaille d'argent sur le relais 4 x 50 mètres nage libre mixte et la médaille de bronze sur 50 mètres brasse.
Aux Jeux africains de 2015 à Brazzaville, il est médaillé d'argent du relais 4 x 100 mètres quatre nages mixte.
Aux Championnats d'Afrique de natation 2016 à Bloemfontein, il est médaillé d'or des relais 4 x 100 mètres quatre nages masculin et mixte, ainsi que médaillé de bronze des 50 et 100 mètres papillon.
Il obtient la médaille d'argent du relais 4 x 100 mètres quatre nages et la médaille de bronze du relais 4 x 200 mètres nage libre aux Championnats d'Afrique de natation 2018 à Alger
Aux Jeux africains de 2019 à Casablanca, il est médaillé d'or sur 1le relais 4 x 100 mètres quatre nages mixte et médaillé d'argent du 100 mètres papillon et du relais 4 x 200 mètres nage libre.

## Famille
Il est le frère jumeau du nageur Alaric Basson.